# Bruno Habārovs
Bruno Habārovs (in russo Бруно Сергеевич Хабаров?, Bruno Sergeevič Chabarov; Riga, 30 aprile 1939 – Riga, 29 agosto 1994) è stato uno schermidore sovietico, dal 1991 lettone, vincitore di due medaglie di bronzo nella scherma ai Giochi olimpici.